# マージナル・オペレーション
『マージナル・オペレーション』は、芝村裕吏による日本の小説。挿絵はしずまよしのり。シーズン1（無印）が2013年11月14日に全5巻を以て完結。短編集（Fシリーズ）、外伝（空白の一年）を挟み、2016年11月より、シーズン2『マージナル・オペレーション改』が刊行された。
キムラダイスケによるコミカライズが『月刊アフタヌーン』で2013年7月号から2021年3月号まで連載された。2020年9月時点で電子版を含めた累計部数は110万部を突破している。
舞台となる世界は現実世界の少し未来ではなく、同作者の『遙か凍土のカナン』から繋がる架空の歴史を経た世界となっており、特にシーズン2以降はその設定に基づく架空の国が存在する前提で世界情勢が動く展開となっている。
マージナル・オペレーション(Marginal Operation)とは、直訳で「限界ギリギリの指揮」「極限の軍事行動」などの意味である。

## あらすじ
下記は、『コミック版』でのストーリーを元にしている。オリジナルの小説版とは、登場人物の追加があるなど若干ストーリーが異なっている。

### マージナル・オペレーション
プロローグ
2020年代前半ごろの物語。ゲーム系の専門学校を卒業してから長期のニート生活の末に就職したものの、勤めていた会社が倒産して失業した新田良太（アラタ）は、偶然ネットで見かけた民間軍事会社「自由戦士社」の求人に応募し、適性テストを経て採用される。
ウズベキスタンの基地では13週間かけて、陳腐なCGの戦術シミュレーションゲームのような研修を受けるが、もともと記憶力・判断力に優れた凄腕の戦闘系オンラインゲーマーだったアラタは、ゲーム感覚で次々にオペレート業務を的確にこなし、指導教官 トレバーに天賦の才を見出される。
しかし、そのオペレートは仮想の模擬訓練ではなく、「リアルの軍事作戦」を実際にオペレートしていたものであることを知らされる。アラタは自分の指示で『無抵抗の村人』を殺害した可能性があることに苦悩するが、ギリギリで立ち直って訓練を完遂する。
タジキスタン編
赴任地のタジキスタンにある『キャンプモリソン』では、近隣の村から招集されたジブリールら年端もいかない少年兵たちが、囮や弾除け同然の扱いを受け、米軍へのテロ行為を行う山賊との交戦に駆り出されて死傷者を出し続けていた。
そんな中、小隊を束ねることになった米軍出身の熟練兵オマルの指揮下での偵察中、敵の襲撃にあったチームは絶体絶命の危機に遭遇する。管制指揮を交代したアラタは、少ない戦力を分散させず集中させる作戦を提案し、米軍の偵察機からミサイルで敵を掃討することでチームを救い、少年兵たちから「イヌワシ」と呼ばれ慕われるようになる。
ゲリラ化している周辺住民の山賊たちとの関係を改善しようとするアラタであったが、ジブリールの実家の村に立ち寄った際にキャンプモリソンが襲撃される事態が発生。近隣の村の山賊に拘束されたアラタは、玉砕覚悟の山賊たちに「政府軍に一矢報いる作戦」を提案して、見事に完遂させる。
その後、親から見捨てられた少年兵たちを率いてアジア近隣の諸国を周り、いくつかのミッションを成功に導いたことから、アラタは「子供使い」の異名で業界に知られるようになる。（原作小説第1巻）
日本編
1年後、少年兵たちを伴って観光のために日本に入国したアラタ達は、成田空港で通り魔を取り押さえたことから、日本政府の安全保障セクションの担当者である女性イトウさん（仮称）に、テロリスト化しつつある武闘派の新興宗教組織の壊滅を依頼される。
秋葉原でソフィアと再会した後、博物館や遊園地などで日本での自由時間を兼ねて、クロスボウなどの武器を購入したアラタ達は、銃器と麻薬の取引現場を強襲して、麻薬を焼き払って銃器を現地調達することに成功する。
そんな中、自由戦士社のかつての上司ランソンから、戦術情報支援ツール「Iイルミネーター」を受け取る際に、突然に宗教団体の武闘派による「教祖への報復テロ事件」が発生する。アラタ達はクロスボウを利用して、一般市民を無差別虐殺した武闘派メンバー達を制圧する。
その後、その元締め達のアジトを強襲して「手荒い警告」を行ったアラタ達は、テロを起こした武闘派集団のリーダー格シュワたちを伴い、タイへと旅立つ。（原作小説第2巻）
タイ編
タイに入国したアラタは、華僑出身でホテル経営者の美女李世蘭から、「タイの貧困層の子供を救うため傭兵として雇用できないか？」と依頼される。子供使いの活躍により、子供を兵士として利用しようとする企業が現れているという。そんな中、かつて訓練施設で訓練を共にしたキシモトが現れ、その不可解な態度から自由戦士社が関与している可能性が浮上する。
子供を貧困から救うべくNGO活動をしている壮年の女性グレースの護衛をすることになったアラタ達は、敵対組織からの襲撃に遭うが、NGO内の内通者を排除。自由戦士社のタイ支部のマネージャーになっていた元指導教官トレバーと、そのサブマネージャーのキシモトが自分の命を狙っていることが確定する。かつての上司ランソンに連絡し、自由戦士社はトレバー達を解雇することになり、事態は穏便に収束したと思われた。
しかし、アラタの才能に嫉妬したトレバーは、アラタを殺害することに執着し、傭兵を雇ってソフィアとハキムを拉致する。幼いハキムを殺害して狂乱するトレバーを射殺したキシモトは、ソフィアに暴行を働いてアラタ達への復讐をしようとする。日本でシュワが率いていた武闘派宗教メンバーが殺害したのは、キシモトの幼い愛娘だったのだ。アラタ達はキシモトの傭兵達を制圧し、オマルとジブリールはキシモトを射殺する。（原作小説第3巻）
ミャンマー編
タイのストリートチルドレン達を保護するため、アラタ達はミャンマーに「キャンプハキム」を設立して、適正のある子供たちを傭兵として鍛え上げ、ミャンマーの国境を侵略しようとする中国人民解放軍とその傭兵を相手にすることになる。大量の人員とヘリや装甲車を持つ中国軍を相手に、アラタは損耗を最小限にしてゲリラ戦術に徹する。
戦争の長期化を望むアラタの思惑どおりに一進一退での攻防が続く中で、アラタ達のゲリラ戦術に業を煮やした中国軍は、キャンプハキムに空爆を決行し、少年兵たちに犠牲者が出てしまう。アラタは日本から来た女性自衛官 サイトーの意見を元に、キャンプハキムを偽基地にすることを決めた矢先に、中国軍は4万人規模の侵攻を開始する。圧倒的な軍事力を持つ中国軍に対抗するべく、アラタは地雷を使って補給路を断つことで反撃に転じる。（原作小説第4巻）
そんな中、ソフィアが入院している病院が襲撃される。死んだと思われていたキシモトが再びアラタの前に現れ、「アラタに関するすべての情報」を中国軍に話したことを告げる。そして、娘の仇であるシュワを断罪すべく腹に巻き付けた爆薬を使おうとしたところを、ランソンにより殺害される。
中国軍は10万人規模の増援を行ったことで、ミャンマー軍はアラタを「諸悪の根源」として中国軍との停戦交渉に移ろうとしていた。ミャンマー軍の司令官に偽情報を流したアラタは、ミャンマー基地から出撃していた中国軍ヘリを対空ミサイルで撃破し、中国軍と仲たがいするよう仕向ける。
海外のスポンサー達が撤退したことでアラタ達は経済的に窮地に陥るが、中国と敵対関係にあるワ族などの族長から雇用を持ち掛けられ、アラタは了承する。中国はアラタを「国際テロリスト」として賞金をかけ、掃討作戦として14万人で大森林へと進撃を開始する。
アラタは残置斥候により情報収集させて、中国軍を先回りして地雷を仕掛けて撤退することを繰り返しつつ、迫撃砲による嫌がらせと狙撃を開始する。アラタは小さなタブレット端末のみで1000個分隊を同時に指揮して、驚異的な撃破数を達成する。
圧倒的な大差で勝利を重ねるアラタであったが、ヘリが巡回するようになったことで補給路への攻撃が困難となり、戦況は膠着状態に入る。対空ミサイルを前線に届けるべく、アラタは自ら自動車を走らせるが、不可思議な中国軍ヘリの巡回に遭遇する。敵の主力の大軍はこちらの主力を引き付ける役割であり、中国軍ヘリの目的はアラタを捕獲するか殺害することだったのだ。
中国軍ヘリに見つかったアラタは、敵の司令官と相まみえる。絶体絶命の中、救援を要請していたジブリール隊が間に合い危機を脱する。その後、中国軍が全面撤退したことで、ミャンマー軍との交渉によりミャンマーとの雇用契約を結び、「いつか去る子供たちの国」の存続を勝ち取るのだった。（原作小説第5巻）

### マージナル・オペレーション改
序盤
前作までに続いて、ミャンマーで軍事活動をしていたアラタ達は、中国軍の女将校・新的 (ニタ)から、アラタ一人の参加で「半年で6000万ドル」という高報酬を提示され、中国、ロシア、シベリア共和国による「北朝鮮占領作戦」への参加を要請される。「電波妨害によりIイルミネーターを使用不可にする」という脅迫を受けたアラタは要請を呑まざるを得ず、作戦までの間の世話人パウロ―の案内で、ジブリールのみを連れて北京へと旅立つ。(原作小説 第1巻)
北京まで陸路で向かったアラタは、軍学校で董顕光や麦一多らと友好を深める。その後、要請により使い所のなかった「中国の新型ドローン」のアドバイザーを務めることになる。しかし、学校での交流を「中国に近づきすぎている」と見なした新的によって命を狙われたことから、逆に彼女を人質にとってヘリで脱出する。(原作小説 第2巻)
逃げ込んだ先の日本大使館でイトウさんと再会。大使館への襲撃に遭遇して脱出したアラタは、キャンプハキムへと進行した中国軍との交戦をメールで指揮し、キャンプを破棄して撤退を指示する。その後、イトウさんを含めた3人でミャンマーへと帰還したアラタは、ワ族・ミャンマー軍に圧勝し、アメリカの支援を得て、再び中国軍との戦いを始めることになる。(原作小説 第3～4巻)
中盤
完膚なきまでに中国兵を撃破し、高温多湿の密林地帯に2000を超える遺体が残され、その処理を巡ってかつてのクラスメイト董顕光と交渉を重ねる。董はアラタに全面降伏を迫るが、子供たちの将来を背負うアラタは拒否する。ミャンマー軍と中国軍が連携して襲撃してくるが、導入した飛行ドローンによる偵察を活用し、迫撃砲を用いて各個撃破に成功する。(原作小説 第5巻)

## 登場人物

### 主要人物
新田良太
通称「アラタ」。秋田県出身の日本人男性。民間軍事会社就職時は30歳。もともとオタクで、ゲームクリエイターを目指して専門学校を出たが就職できず、長期間ニート生活を続ける。ようやく採用されたデザイン事務所も3年で倒産し、仕事を探していた。ふと目に留まった民間軍事会社の求人案内に応募し、審査時のテストで高い適性を見せたことから自由戦士社に採用される。
その後の13週におよぶ訓練により、生来の記憶力と視野＆空間認識力の良さ、さらに得意としていた戦闘オンラインゲームの経験と判断力から、戦術オペレーターとしての非凡な才能を徐々に発揮し始める。当初はゲーム感覚で訓練をこなしていたが、やがて研修時代に指揮した村落の掃討作戦がシミュレーションではなく実戦だったこと、その戦闘で女子供を含む非武装の村民を殺害していた可能性を悟り、自分の指揮によって人が死ぬという現実を目の当たりにする。
訓練後は、米軍の下で警備任務等を行うタジキスタンの基地に配属される。タジキスタンを離れた後はオマルや、彼の指揮の下で戦ったジブリールら少年兵たちと独立した傭兵業を生業とし、一年間アジア各地を巡りながら仕事を請け負い子供たちのための蓄財をしていた。
その後、子供達の教育のためと日本を訪れた際に日本政府の公安と目される組織に目をつけられる事になり、武闘派新興宗教の壊滅を行った後に、タイを経由してミャンマーへと渡り歩くことになる。ミャンマー編では中国軍の侵攻を防ぐため、ミャンマー軍との微妙な関係のもとで交戦することになる。
子供達に戦闘とは無縁の生活をさせたいと願いながら、その手段として子供達を使った傭兵業で稼ぐしかない、という矛盾に悩んでいる。恋愛経験が皆無のため、ジブリールやジニからの好意を父親に対するものだと思い込んでいる。
その場に居ないのに全てを俯瞰し見通しているような非凡な指揮ぶりは、彼を知る者からは天空より地上を見渡す「イヌワシ」と綽名される。また、1巻以降、少年兵を率いた傭兵稼業により業界から注目を集め、2巻以降では「子供使い」の異名でその筋に知られるようになる。
本編終了後のF2において、自衛隊の学校に生徒と講師として入校することになり、アラタ一尉と呼ばれている。
改ではブログをやっていたという描写があり、原作小説は後にアラタが行方不明になってから、かつてブログに上げていた手記の内容を元に「芝村裕吏が小説にした」という設定になっている。
アラタの能力
当初は引きこもりのニートで、能力の欠けた仕事のできない人間のように思われていたが、実は非凡な才能の持ち主である。短期間で英会話を習得したり、一度見ただけのイトウさんの顔を覚えていたり、複雑な地形のマップをすぐに覚えられるなど、記憶力や判断力、空間認識力がずば抜けて優れている。本人は否定しているが戦術指揮の他に、戦闘後の交戦相手との和平交渉にも長けている。
ストーリー序盤から戦術オペレーターとして優れた素質を見せていたが、その能力はさらに進化を続け、ミャンマー編では小さなタブレット端末の画面のみで味方の1000個分隊を同時に指揮して、14万人もの中国軍を相手にほぼ味方の損耗なしで1538人もの撃破を達成するなど、超人的なオペレーション技能を見せるようになる。改においては、味方4000人への損耗なしで、2～4万人の中国軍に死者2000人の損害を与えている。
本編の事後編にあたる、FI巻・FII巻によると、その後順調に傭兵業を軌道に乗せて30億円の資金を元手に、バングラデシュでの廃船解体業、ミャンマー国境地域でのコーヒー農園業などを成功させ、いわゆる「いつか去る子供たちの国」を一応の安定軌道に乗せるなど、経営者としての才覚も持ち合わせている。
オマル
アラタが就職した民間軍事会社に勤めていた請負人（戦闘員）。アメリカ人男性で、元米軍人。1989年6月4日生まれ。現地人の少年兵で構成された戦術単位Pの隊長を務め、何度かアラタのオペレートの下で任務を遂行した。使い捨てにされて死んでいく少年兵たちの境遇に義憤を覚えており、彼らの犠牲を避けて目的を達するアラタの指揮ぶりに尊敬の念を抱く。
やがて、アラタとは強い信頼と友情で結ばれ、ともに傭兵業を起こす相棒となる。タジキスタンを離れた後もアラタと行動を共にし、戦術単位Sの指揮を務める。「いつか去る子供たちの国」を設立後は前線を子供達に任せることが多くなり、指導教官として子供達を指導するようになった。子供達からは「良き友」「指導者」などと呼ばれている。
コミック版では「極めて個性的なパンツ」の持ち主として描かれており、ゾウやライオンのパンツは子供たちにも人気となっている。
ソフィア・グリンウッド
アラタと同時に「自由戦士社」に採用されたOO（オペレーター・オペレーター）。カリフォルニア州出身の、金髪碧眼のアメリカ人女性。2001年4月30日生まれ。いわゆる身体改造趣味を持っており、エルフに憧れて耳を整形したが不況でローンが払えなくなり、カナダへ逃亡後に民間軍事会社に就職、タジキスタンでアラタと同じ基地に配属された。
陽気で人懐っこい性格の持ち主だが、自己中心的で他人を全く気遣わない言動が災いして周囲から浮いていたところを、アラタに慰められたことで一方的な好意を抱き、彼を勝手に恋人認定するまでに至った。タジキスタンでの現地住民による基地襲撃を無事に生き延びた後、ランソンと共に日本に配属されていた。
死亡していたと思っていたアラタと再会した後はその作戦行動に助力し、会社を退職して行動を共にするが、やがて人を手に掛ける行為に負担を感じ、鬱屈を抱えるようになる。タイでの自由戦士社との対立の際にハキムと共に拉致された上、キシモトによって暴行されたことで精神的ショックが限界を超え、失声症を患いタイの医療施設に入院することとなった。また原作では、この事件でキシモトにより耳をかじられ、指を失うなどしている。
原作外伝では梶田の見舞いを受けながら徐々に回復していき、物語の最後にアラタに復帰を願い出る姿が描かれている。
しずまよしのり画集に収録された短編「病室の恋」では主役を務め、祖母がウクライナ系の移民だった事などを語っている。

### 少年兵
ジブリール
タジキスタン人の少女。最初にアラタの部下となった「最初の24人」の一人であり、統率力に優れたリーダー格。近接戦闘、特にナイフの扱いに長けている。原作小説第1巻では、アラタのことをイヌワシと呼んだことから、「イヌワシの君」と渾名されている。彼女の名前のジブリールとは、キリスト教における天使「ガブリエル」のことで、現地でのイスラム教における呼び名である。
族長の孫娘という立場ながら、政治的理由で他の子供達と一緒に民間軍事会社に差し出されていた。父親からは「アラタの嫁」に勧められたこともあって、本人もそれを意識したためか、アラタに引き取られた後は護衛と称してアラタの側にいることが多い。あまり感情を表に出すことは無いものの、アラタを異性として慕っているのは周知の事実。非常にヤキモチ焼きで、アラタが女性と話をしているだけでも不機嫌になるが、肝心のアラタからは単に思春期で気難しいだけだと思われている。
ジニ
タジキスタン人の少女で、「最初の24人」の一人。
ジブリールよりさらに格上の家の出身とのことだが、お嬢様らしいところはなく、むしろお転婆。性格は明るく活発。好奇心が強く呑み込みも早いため、様々な武器を器用に使いこなすことが出来る。
アラタに対して好意を持っているが、親友ジブリールへの配慮からか「自分は第2夫人でいい」と公言している。
イブン
タジキスタン人の少年で、「最初の24人」の一人。狙撃の名手。
真面目な努力家で、いずれはアラタの右腕となるべく、日々勉強と訓練に励んでいる。その成果は確実に表れているようで、子供達のリーダー役を任されることも多い。
ハサン
タジキスタン人の少年で、「最初の24人」の一人。隠密行動の達人。口数が少なく無愛想だが、不機嫌というわけでは無い。アラタの役に立つべく戦闘技術を磨き、一生彼について行こうと決めている。
ハキム
イラン人の少年で、「最初の24人」の一人。その中でも一番年少であり、皆の弟分的な存在。
大人しく聡明な性格で、本に興味を持っている。タイにおいてアラタと彼の古巣である「自由戦士社」が敵対した際に、体調を崩して寝ていたところをソフィアと共に拉致され、殺害された。亡骸には地雷を仕掛けられ、アラタへのトラップに利用された。
コミック版では反抗的な態度を捨てず「アラタは自分を助けになど来ない」と言い張った為に、トレバーによって射殺されている。
「最初の24人」で初めての戦死者であり、彼の死はアラタやジブリールに深いショックを与えた。後にアラタ達がミャンマーで初めての訓練拠点を手に入れた際、子供たちの発案でその地は「キャンプ・ハキム」と名付けられる。
『空白の一年』で、シベリア共和国の出身とされイランでアラタ達をテストするために送り込まれた少年は、同名の別人で、最終的に現地での事件が解決した後、アラタ達と行動を共にするようになる。
サキ
ミャンマー国境キャンプから参加の少年兵の一人。フィリピン人の少女。マニラのスラム街出身。
雇用募集時には、体格的にも健康的にも本来の募集合格基準に達していなかったが、同じスラム出身のトニーの機転（募集官の買収）と、意志の強さ等によりキャンプ参加合格者組に残る事を許された。
キャンプ参加当初は健康面の不安も有り目立たない少女であったが、栄養不足等が解消されてからは、持ち前の絵の才能や意志の強さ、明晰な頭脳等の才覚を表しつつある。
絵やイラストの素養があり、キャンプ時代には部隊徽章の元絵等を手がけた事もある。また、その観察眼の鋭さ・正確さから、偵察要員としても頭角を現し、一度ちらっと見ただけの軍用機のシルエットのスケッチを起こす等の才能を見せた。
FII巻に、その後日本の都立高校へ進学留学し学んでいる様子が描写されている、本人は美術系大学への進学を希望している模様。
本編5巻での事態終息後の買い取った国籍は「タイ王国」。パスポート名は「新田サキ」。ジブリールより2歳年下。ジブリール、ソフィア、ホリー等と並んで、主人公への思慕・好意を比較的明確にしている一人。主人公を只一人「トリさん」と呼ぶ。
ク・ミエン
ミャンマー国境キャンプから参加の少年兵の一人。
中国との戦争終結後は、ホリーの秘書となり仕事をしていた。

### 自由戦士社
クロード・ランソン
アラタが就職した民間軍事会社「自由戦士社」に勤めるマネージャー。壮年のアメリカ人男性で、元米軍グリーンベレー隊員。臨時交代要員として送られてきたアラタの才能にいち早く気付き彼を副官の立場に置いて様々な教えを施した。
タジキスタンでの現地住民による基地襲撃を無事に生き延びた後も同社に勤務を続け、極東マネージャーとして日本に配属されていた。彼の勤め先は日本政府とも関係を持っていたため、資材提供の依頼を受けてアラタと再会した。その後もアラタとは友好的な信頼関係を築いており、後にタイでアラタと自由戦士社が敵対した際には調停のための使者として派遣されてくる。
ミャンマー編では、自由戦士社を退職して余生を子供たちのために尽くそうと、アラタ達の村に合流してくる。以後、作戦面ではアラタのバックアップ的な存在となる。子供達からは「祖父」と呼ばれている。
キシモト
アラタと同時に「自由戦士社」に採用された日本人男性。明朗で面倒見の良い性格の持ち主で、訓練の「真相」を知りショックを受けるアラタに対して日本へ帰るよう勧めるなど、親身に接してくれる存在だった。
小説第3巻で再登場し、自由戦士社側の担当として、アラタと敵対する事になるも追い詰められてハキムを殺害し、ソフィアを拉致・暴行。頭部に銃弾を受けて姿を消すも、第5巻で半ば正気を失った姿を現し、アラタを巻き込んでの自爆テロを起こそうとするも、阻止された。
コミック版では出番が大幅に増え、研修が終了した後は、タイ支社のマネージャーとなったトレバーの補佐として勤務していたが、汚い仕事に従事し続けることで精神が摩耗した上に、日本に残していた娘がシュワの起こした宗教テロによって犠牲となってしまったことで、生きる意味を見失う。
李のバックアップを受けて、タイで活動拠点を作ろうとするアラタと「自由戦士社」が対立した際に、アラタと娘の仇であるシュワが行動を共にしている事を知り、また目の前でハキムが撃ち殺される光景を目の当たりにしたことで人格が破綻。上司であるトレバーを射殺し、ソフィアに暴行を働いた挙句、彼女を人質にしてアラタを殺害しようとルンピニー公園に呼び出すが、護衛についていたオマルとジブリールによって射殺されたと思われていた。
しかしその後、片目を失って半ば正気を失っていつつも生存し、「訓練所での成績」「弱点」などアラタに関するこれまでの全情報を中国軍に流していたことが判明。ソフィアの入院する病院に現れ、中国軍に雇われた傭兵に包囲させるが、自爆しようとしたためランソンにより首をへし折られて殺害される。
トレバー・ブラウン
「自由戦士社」の社員。コミック版にのみ登場。
研修中のアラタやソフィア達の教官として戦術指揮を教えた。アラタの才能を高く評価し、ランソンには「戦場の英雄になり得る器」であると報告している。
その後、タイ支社のマネージャーとなりキシモトを補佐とするが、利益だけを重視したほぼ犯罪組織と変わらない活動方針を取り、キシモトの精神状態を悪化させる主因となる。アラタ達がタイで少年兵の募集を始めようとすると、「縄張り」を守るという実利と「子供使いに勝つ」という名誉欲の為に、本社に無断でアラタ達に攻撃を仕掛けたが、ことごとく撃退される。
アラタがランソンと連絡を取ったことで停戦を命じられ自由戦士社からも解雇されるが、アラタの留守中に宿舎を急襲し、ソフィアとハキムを拉致して「戦争」を続行しようとする。最後は反抗するハキムをキシモトの目の前で射殺したため、直後にキシモトにより射殺される。

### 日本編
イトウ ユキエ
日本政府内の安全保障に関わるセクション（通称イトウさんち）に勤める日本人の女性。アラタ達に政府の下請け仕事をさせようと、極秘裏に接触した。公安かそれに類する組織だと思われるが、作中では明確にされていない。改において、「暗殺もしている」と説明されるなど闇の深い人物である。
ある時は「20代後半の美女」、またある時は「60代の壮年女性」の姿で現れており、外見はもとより立ち居振る舞いまでを含めた極めて高度な変装をして任務に当たっている。李世蘭は「彼女達(シスターズ)」と呼んでおり、彼女にはコジマと名乗っている。
名乗っている名前が本名なのか、本当はどのような人物なのか全く不明であるが、アラタにハニートラップをしかけたり、シャワー後は20代後半の姿であったこと、コミック版にて白髪のカツラをとった姿が描かれていることなどから20代後半～30代前半であると推察される。ミャンマー編の会議では、「60代の壮年女性」の姿で出席している。
同じ作者の小説「猟犬の圀」にて、公安からスパイ組織に転属した須頭幸恵（すがしらゆきえ）という人物が出ており、改3巻にて日本の中国大使から「須頭調査官」とも呼ばれていたため、同一人物である可能性が高く、この名前が本名と見られる。
シュワ (守和)
武闘派新興宗教の元僧侶で、初老の男性。日本政府に懐柔され堕落した教祖を破滅させるため、信者たちを使嗾してテロを起こすが、日本政府に雇われたアラタ達の活躍によって計画は中途で破綻し、痛み分けのような形に終わる。その後、事態の幕引きをするための交渉を行った際にアラタに興味を覚え、数人の部下たちと共に一行に合流した。
宗教者であるが、同時に裏社会を生きる人間としての世界観や人間観双方を併せ持った持った人物であり、アラタの相談役的な立場となる。アラタたちがミャンマーへ向かう際タイへ残り、以降はキャンプ・ハキムへ送る子供たちの面接など、後方支援を担当するようになった。
部下に裏切られて気落ちしていたNGO代表のメラニー・グレースと恋仲になり、一子を儲ける。赤ん坊が大きくなったら、「いつか去る子供たちの国」で生活させたいと発言している。
梶田
シュワの部下。スキンヘッドとサングラスがトレードマークで、その風貌からタイの子供たちにマフィアと呼ばれる。モデルはライターのマフィア梶田。
アラタとシュワが合流した際には行動を共にしなかったが、後に再登場し、タイで入院しているソフィアの護衛をしていた。
原作外伝「マフィアの日」では主役を務め、タイで入院生活を送るソフィアを時折見舞い、護衛している姿が描かれた。
ソフィアをタイに残したままのアラタに対してはいい感情を持っていない。

### タイ編
メラニー・グレース
タイでNGO「ストリートチルドレンとスラムを考える評議会BKK」を運営する、アメリカ人の初老の女性。過去に日本で結婚したことがあり、日本語を話すことができる。当初は「子供使い」のアラタを軽蔑していたが、後にアラタの考えに理解を示すようになる。スタッフに裏切られ、傷心中に警護をしていたシュワと恋仲になり、一子を儲ける。
李世蘭
タイでホテル業を経営する華僑の女性。タイに到着したアラタに仕事を依頼する。実質的にタイ・ミャンマーにおける、アラタの上司のような立場であり、アラタの「いつか去る子供たちの国」のスポンサーの一人でもある。

### ミャンマー編
シャウイー
アラタが売春宿で出会った若い女性。彼の日本語通訳を務め、実用レベルに達するまで英会話を教えた。ミャンマー編にて国連から派遣された調査員として再登場し、自身の名前をホー・ウィー、周囲からはホリーと呼ばれていることをアラタに明かす。
元々はミャンマーの政治家の娘だったが、軍部によって父親を殺され、自身は売られて売春婦へと身を落とした。アラタの支払ったレッスン料を元に、売春婦の立場から脱したと語っている。
ロイ・ケイマン
ランソンの知り合いの武器商人。クロス・アクシャなる組織に属するイケメン。在庫さえあれば、ミャンマーの奥地であろうと翌日配送可能というAmazon並みのサービスを誇る。
ミャンマー編で登場し、以降アラタの注文に対して情報や武器などを用立てている。実はランソンとは親子であり、苗字が異なるのは別れた妻の子であるため。商人としての腕は、父ランソンからも高く評価されているなど、まだ若いながらも目端の利く非常に有能な商人として描かれている。
芝村が原作を務めた漫画『キュビズム・ラブ』にも登場している。

### 改
新的将軍(ニタ将軍)
本名は、クリーク・アンドレーエヴナ・ニタ。
人民解放軍の女将軍。初出は、原作本編の第5巻において、中国軍のヘリで襲来しアラタの前に姿を現したが、数分ほどの会話を交わした後にジブリールの援軍が到着したため撤退している。
マージナル・オペレーション改にも登場しており、アラタの才能を高く評価しており、個人的にシベリア・ラーダからの依頼を受けないかと連絡してくる。その後、iイルミネーターの生命線である回線を無線封鎖するという荒技により、アラタに依頼を無理やり飲ませ、北朝鮮へと向かわせる契約を結ばせた。しかし、中国での下準備でアラタが従わない素振りを見せたため、強硬手段に出る。しかし、連れて来た実働部隊はアラタの護衛についていたジブリールに返り討ちにあい、自身は負傷して人質にされる。パウローの懇願により一命はとりとめ、最終的に解放された。
見事な艶の黒髪の持ち主。アラタからの印象は「外見はジブリールに。我儘な物言いは妹に似ている」、との事。名前は改２巻にて判明。妹がいる模様。

### その他
蝉丸（せみまる）
『F2』に登場。スカジャンを着た僧侶らしき男性。
詳細は不明ながら、徳島県のマチアソビに出向いて襲撃を受けたアラタを自前の戦輪を用いて警護していた。
モデルは蝉丸P。

## 用語

### 組織
自由戦士社
世界各国で活動を行っている民間軍事会社。米国とは密接に繋がりがあるらしく、配備されている装備なども充実している。
イトウさんち
日本編において、アラタに接触してきた女性イトウさんが所属している、日本の安全保障に関わるセクション。実際にどの組織なのか不明であることから、アラタが命名した。
作中において、宗教団体や外国の情報機関などの調査や情報収集・諜報活動、および諸外国との外交交渉などをメインにしていることから、公安調査庁もしくはそれに類するセクションと思われる。アラタには空名刺を渡したり、「監査がある職場ではない」「スパイ映画のように大層なものではない」「盗聴とかも基本やらない」「逮捕権もない」などと発言しており、一般には知られない秘匿性の高い組織と考えられる。
最初の24人
タジキスタンの村から民間軍事会社に差し出された子供達の生き残り。民間軍事会社からも村からも見放されて行き場を失っていたところを見かねて、アラタが子供として引き取った。15歳に満たない少年少女ばかりだが、兵士としてのポテンシャルは高く集団戦闘に長けている。
子供たちの国が設立してからは、各小隊のリーダーを務めるようになっている。
いつか去る子供たちの国
アラタがミャンマーで設立した団体。育児放棄・売春・薬物依存・ホームレスなど、悲惨な生活を送らざるをえない子供達をスカウトして、肉体的・精神的に傭兵ができる者を選抜して訓練し、軍事活動をすることで収入を得ている。傭兵に耐えられない子供については、働ける者は家事手伝いや幼少の子供の面倒を見る仕事をしている。
スカウトされてから数か月ほど、タイの施設で最低限の基礎学習が行われ、読み書き計算を習うことになる。当初はミャンマーに配属後も学校で勉強が行われる予定であったが、中国による空爆によりそれが出来なくなった。
原作本編では3000人、原作「改」では4000人にまで膨れ上がっており、これに加えて教師や医師などのボランティアスタッフが参加している。当初、レインボー機関がスポンサーとなっていたが、各国の政治的思惑などによって脱退や様子見などが相次いでいる。
レインボー機関
対中国を目的とした複数国家による「レインボー計画」を推進している。中国に近隣する国家が参加しており、秘密裏に運営されている。名前の由来は、当初参加していた国家が7か国だったためだが、後に各国の政治的な思惑で脱退や参加が発生し、参加国の数は不定となっている。

### 軍事用語
オペレーター・オペレーター
略称はOO。アラタが就職した民間軍事会社において、主に戦術単位Pを指揮する戦術オペレーターを指す役職名。戦闘員である請負人（プライベート・オペレーター）をオペレートする人という意味。通常は基地等にある専門のオペレーションルームから、情報統合端末を通して現場の部隊を指揮する。上位の戦術単位Cを指揮する戦術オペレーター「マネージャー」の下で勤務する。現実には「オペレーター・オペレーター」という役職は存在せず、本作のみの独自設定である。
戦術単位
アラタが就職した民間軍事会社において、部隊規模を指す呼称。戦術単位Cは中隊 （100名から200名規模）、戦術単位Pは小隊（10名から50名規模）、戦術単位Sは分隊 （5名から10名規模）に相当する。アラタ達はこの呼称に慣れ親しんだため、フリーランスとなった後も使用し続けている。
各戦術単位略号は、陸軍用語での歩兵中隊を表すCompany（カンパニー）、歩兵小隊を表すPlatoon（プラトゥーン）、歩兵分隊を表すsquad（米：スクワッド）またはsection（英：セクション）から取られている。敵を表すのはE (エネミー)である。

### 装備
Iイルミネーター
正式名称は「インフォメーション・イルミネーター」であり、日本では「統合情報処理端末」とも訳される。軍隊や自衛隊、自由戦士社などの民間軍事会社で使われている戦闘支援システムであり、各国で独自に研究開発されている。自由戦士社のIイルミネーターは米国開発のもの。作中において、日本製はまだ評価試験を終えていない段階である。
見た目はバイザー型のサングラスにヘッドセットが付いたような形状をしており、ディスプレイに各種の戦術情報が表示され、オペレーターとの会話・通信が可能となっている。人物認識用のカメラを内蔵しており、撮影した人物にマーカーを付けたり自動的に敵味方などに分類して、ディスプレイ表示することが可能である。
また、オペレーター側では、パソコンやタブレット上などで「隊員たちの現在位置・周辺マップ・脈拍・体温」なども把握することが可能となっている他、ライブカメラの映像や静止画を見ることも可能となっている。
中隊・小隊・分隊間でIオペレーターを使用して相互の情報共有を図ることで、的確な状況判断と指示が可能となることから、その戦力を数倍にまで高め、人員などの損耗率を大幅に低下させ、隊を効率的に運用することができるとされる。一般的な民間軍事会社の一小隊規模においては、Iイルミネーターがないと「戦力半減」、装備すれば「戦力の9割を回復できる」とされる程の圧倒的アドバンテージが得られる。
Iイルミネーターがなく情報連結できていない軍は「旧式の軍隊」と表現されるなど、奇襲されると混乱に陥ってしまい立て直しができない様が作中でも描かれている。
ドンキー
分隊装備運搬用の特殊車両。時速10キロ程度の最大速度で、リモコンを持っている者を追従して自動走行する。名称は「荷運びのロバ」にちなんでいる。原作小説では6輪車とされているが、コミック版ではキャタピラーに変更されている。
長さ1.5ｍ×1.5ｍ、高さ1ｍほどのサイズで、1.4畳程度の収納スペースに、銃器・重火器・弾薬・爆薬・食料・飲料水・医薬品・宿営設備・燃料・日用品・傷病者などを載せて運搬することが可能であり、これにより通常20～30kgほどの重量のある装備を携行している歩兵の身体的負担は大幅に軽減され、徒歩による作戦行動範囲が大きく拡大される。
ジムニー
原作において、ミャンマー編で使用されている日本車で、正式名は「スズキ・ジムニー」。軽自動車だが、オフロード四輪駆動である。事故やクレーンで吊っても「車体が歪まない」との理由で採用された。
原作では「ドンキーは装備運搬でしか使えない」との判断であまり登場しなくなり、コスト的にも補給的にも「汎用性のある軽自動車が抜群に良い」という結論になった。ジムニーは軍用車両としては小さすぎる上に、人員も貨物もあまり運べず、ミサイルプラットフォームとしても適当ではないが、壊れても心が痛まず、歩兵の使う安価な輸送機器としては最適だとアラタには判断された。
航空ドローン
改より頻繁に登場することになった偵察用ドローン。無人戦闘用の航空機タイプのUCAVと、4つの回転翼のついた偵察用のクワッドコプターに大別される。
陸戦ドローン
各国で開発・導入されつつある陸戦タイプのドローン。人的な損耗を減らすことが主なコンセプトである。日本・中国でも開発されているが、いづれも「戦略的なメリットが感じられない」とアラタは懐疑的である。

## タイアップ
著者がシナリオを手掛けるブラウザゲーム『ガン・ブラッド・デイズ』において2012年9月12日から約1か月間、本作の主要登場キャラクターが登場する特別ミッションや、本作の主要キャラクターのユニットカードを入手できるキャンペーンが開催された。本作の単行本第2巻内には、ジブリールの同巻表紙バージョンのユニットカードを入手できるシリアルコードが記載されている。

## 既刊一覧

### 小説
- 芝村裕吏（著） / しずまよしのり（イラスト）、紙書籍：星海社〈星海社FICTIONS〉、電子書籍：講談社〈Kラノベブックス〉、全21巻
  - 『マージナル・オペレーション 01』2012年2月15日第1刷発行（2月20日発売[11]）、ISBN 978-4-06-138823-9
  - 『マージナル・オペレーション 02』2012年9月13日第1刷発行（同日発売[12]）、ISBN 978-4-06-138839-0
  - 『マージナル・オペレーション 03』2013年2月14日第1刷発行（同日発売[13]）、ISBN 978-4-06-138854-3
  - 『マージナル・オペレーション 04』2013年6月13日第1刷発行（同日発売[14]）、ISBN 978-4-06-138863-5
  - 『マージナル・オペレーション 05』2013年11月14日第1刷発行（同日発売[15]）、ISBN 978-4-06-138883-3
  - 『マージナル・オペレーション [F]』2014年6月12日第1刷発行（同日発売[16]）、ISBN 978-4-06-138898-7
  - 『マージナル・オペレーション [F2]』2015年3月12日第1刷発行（同日発売[17]）、ISBN 978-4-06-139915-0
  - 『マージナル・オペレーション 空白の一年 [上]』2015年9月15日第1刷発行（同日発売[18]）、ISBN 978-4-06-139923-5
  - 『マージナル・オペレーション 空白の一年 [下]』2016年3月15日第1刷発行（同日発売[19]）、ISBN 978-4-06-139938-9
  - 『マージナル・オペレーション 改01』2016年11月15日第1刷発行（同日発売[20]）、ISBN 978-4-06-139955-6
  - 『マージナル・オペレーション 改02』2017年6月15日第1刷発行（同日発売[21]）、ISBN 978-4-06-139971-6
  - 『マージナル・オペレーション 改03』2017年12月15日第1刷発行（同日発売[22]）、ISBN 978-4-06-511003-4
  - 『マージナル・オペレーション 改04』2018年4月13日第1刷発行（同日発売[23]）、ISBN 978-4-06-511583-1
  - 『マージナル・オペレーション 改05』2018年9月14日第1刷発行（同日発売[24]）、ISBN 978-4-06-513375-0
  - 『マージナル・オペレーション 改06』2018年12月14日第1刷発行（同日発売[25]）、ISBN 978-4-06-514473-2
  - 『マージナル・オペレーション 改07』2019年5月15日第1刷発行（同日発売[26]）、ISBN 978-4-06-516316-0
  - 『マージナル・オペレーション 改08』2019年11月15日第1刷発行（同日発売[27]）、ISBN 978-4-06-518243-7
  - 『マージナル・オペレーション 改09』2020年5月15日第1刷発行（5月17日発売[28]）、ISBN 978-4-06-519943-5
  - 『マージナル・オペレーション 改10』2020年11月13日第1刷発行（11月15日発売[29]）、ISBN 978-4-06-521651-4
  - 『マージナル・オペレーション 改11』2021年9月15日第1刷発行（9月16日発売[30]）、ISBN 978-4-06-524711-2
  - 『マージナル・オペレーション [F3]』2023年第1刷発行（8月2日発売[31]）、ISBN 978-4-06-532124-9

### 漫画
- 芝村裕吏（原作） / キムラダイスケ（漫画） 『マージナル・オペレーション』 講談社〈アフタヌーンKC〉、全16巻
  1. 2013年11月22日第1刷発行（同日発売[32]）、ISBN 978-4-06-387939-1
  2. 2014年6月23日第1刷発行（同日発売[33]）、ISBN 978-4-06-387979-7
  3. 2014年11月21日第1刷発行（同日発売[34]）、ISBN 978-4-06-388012-0
  4. 2015年6月23日第1刷発行（同日発売[35]）、ISBN 978-4-06-388063-2
  5. 2016年1月22日第1刷発行（同日発売[36]）、ISBN 978-4-06-388110-3
  6. 2016年6月23日第1刷発行（同日発売[37]）、ISBN 978-4-06-388145-5
  7. 2016年11月22日第1刷発行（同日発売[38]）、ISBN 978-4-06-388212-4
  8. 2017年3月23日第1刷発行（同日発売[39]）、ISBN 978-4-06-388242-1
  9. 2017年8月23日発第1刷発行（同日発売[40]）、ISBN 978-4-06-388283-4
    - 「ポストカードブック付き限定版[注 18]」同日発売[41]、ISBN 978-4-06-362382-6

  10. 2018年2月23日第1刷発行（同日発売[42]）、ISBN 978-4-06-510950-2
  11. 2018年8月23日第1刷発行（同日発売[43]）、ISBN 978-4-06-512327-0
  12. 2019年1月23日第1刷発行（同日発売[44]）、ISBN 978-4-06-514208-0
  13. 2019年7月23日第1刷発行（同日発売[45]）、ISBN 978-4-06-516361-0
  14. 2020年3月23日第1刷発行（同日発売[46]）、ISBN 978-4-06-518805-7
  15. 2020年9月23日第1刷発行（同日発売[47]）、ISBN 978-4-06-520726-0
  16. 2021年2月22日第1刷発行（同日発売[48]）、ISBN 978-4-06-522272-0

### 画集
- 『しずまよしのり マージナル・オペレーション画集 01』2015年9月30日発売[49]、ISBN 978-4-06-219799-1

## 遙か凍土のカナン
芝村裕吏による小説で、本作の前史とされるストーリーである。「アラタ」「ニッタ」と読みは異なるものの主人公の姓が共通で、イトウさんなる人物も登場するなど、いくつかの関連も見られる。
詳細については、「遙か凍土のカナン」を参照のこと。